# 駅前タクシー湯けむり事件案内
『駅前タクシー湯けむり事件案内』（えきまえタクシー ゆけむりじけんあんない）は、2003年から2005年までTBS系「月曜ミステリー劇場」で放送されたテレビドラマシリーズ。全3回。主演は梅沢富美男。
NHKのテレビバラエティー番組『ふるさと皆様劇場』の1コーナーである「名作パロディー」をベースに、熱海市を舞台にして、人情味あふれるタクシードライバーコンビが活躍するサスペンスである。

## キャスト

### 熱海交通自動車
梅沢夢太郎
演 - 梅沢富美男
熱海のタクシー会社「熱海交通自動車」の新人タクシードライバー。愛称は「夢さん」。かつては警視庁の警察官だったが、お人好しが災いして意図せず詐欺に加担したため辞職。途方に暮れて熱海に着き、熱海駅で偶然出逢ったタクシードライバー・前川新之助の温情に触れ、同じタクシー会社で見習として働くことになる。警察官時代のコワモテ癖が出ることがあるが、明るく丁寧な応対で、サービス業のセンスを身につけようと奮闘する。
前川新之助
演 - 前川清
タクシードライバー。主任。先輩として夢太郎の面倒を見ている。以前は料亭「隅田川」で板前をしていた（第2作）。
間
演 - 丹波哲郎
会長。

### 夢太郎と新之助の家族
前川千佳子
演 - 熊谷真実
新之助の妻。
前川友樹
演 - 榎田貴斗
千佳子の連れ子。小学生。
梅沢香奈恵
演 - 森口博子
夢太郎の妹。「カフェレストラン 梅」でウェイトレスをしている。
梅沢清吉
演 - 北村総一朗
夢太郎の父。元警官で、「カフェレストラン 梅」のオーナーシェフ。

### その他
野々村主水
演 - 風間トオル
警視庁捜査第一課第一係の刑事。警官時代の夢太郎・清吉親子を知っている。

### ゲスト
第1作「客は銀行強盗!! 居合わせた謎の女と24時間殺人ドライブ」（2003年）
- 郷田明夫（逃走中の銀行強盗犯） - 藤木孝
- 熊井昇（逃走中の銀行強盗犯） - 柴田將吉
- 佐野優子（詐欺師） - 松金よね子
- 丹野（タクシー客） - 丹波義隆
- 静岡県警熱海中央警察署 捜査課長 - 亀山忍
- 警官 - 正希光
- タクシー客 - 山本緑、谷本小代子
- リポーター - 久慈大志
- アナウンサー - 藤田むつみ
- チンピラ - 羽村英、清家利一
- 古舘健二（静岡県警熱海中央警察署 警務課長） - 堀正彦
- 西村陽一

第2作「客は初恋の女!! 暴かれた15年前の秘密!?」（2004年）
- タクシー客の夫婦 - 出光元、畑中葉子
- 松下茂夫（「熱海交通自動車」のタクシードライバー） - 小野寺丈
- 村岡安志（ラーメン店店長） - 小鹿番
- 料亭「隅田川」の親方 - 山浦栄
- 高木（「熱海交通自動車」のタクシードライバー） - 羽村英
- 「熱海交通自動車」の事務員 - 小泉まこ
- 刑事 - 鈴木佑治
- 黒岩暎治（金融会社・社長） - 星野晃
- 取り立て屋 - 鹿糠光明、喜多村大輔、星野晃
- アナウンサー - 藤田むつみ
- 緒方香織（料亭「隅田川」の娘・緒方の妻） - 仁科亜季子
- 緒方孝行（料亭「隅田川」板前） - 平泉成

第3作「客は仮面をかぶった女!! 謎あり恋あり殺人ドライブ」（2005年）
- 北島高志（夢太郎に弟子入り志願の若者） - 赤坂晃
- 神崎恵美（元ダンサーで現クラブ歌手） - 岡まゆみ
- 飯田みどり（レストランの女主人） - 平淑恵
- 斎藤清六
- 宮川大助・花子

## スタッフ
- 協力 - 熱海市、熱海交通自動車、熱海後楽園ホテル
- 脚本 - 高橋孝之介(1.2.3)、山浦弘靖(1)、酒井あきよし(2.3)
- 監督 - 小山幹夫(1)、瀬川昌治(2.3)
- 音楽 - 義野裕明
- 撮影 - 林淳一郎(1)、松村文雄(2)
- 技斗 - 村上潤
- 技術協力 - 映広
- プロデューサー - 近藤照男、斉藤勢津子
- 製作 - 近藤照男プロダクション、TBS

## 放送日程
| 話数 | 放送日        | サブタイトル                                        | 脚本                    | 監督     |
| ---- | ------------- | --------------------------------------------------- | ----------------------- | -------- |
| 1    | 2003年2月17日 | 客は銀行強盗!! 居合わせた謎の女と24時間殺人ドライブ | 高橋孝之介 山浦弘靖     | 小山幹夫 |
| 2    | 2004年8月16日 | 客は初恋の女!! 暴かれた15年前の秘密!?               | 高橋孝之介 酒井あきよし | 瀬川昌治 |
| 3    | 2005年8月08日 | 客は仮面をかぶった女!!謎あり恋あり殺人ドライブ      | 高橋孝之介 酒井あきよし | 瀬川昌治 |